# Hypotrachyna kingii
Hypotrachyna kingii är en lavart som först beskrevs av Hale, och fick sitt nu gällande namn av Hale. Hypotrachyna kingii ingår i släktet Hypotrachyna och familjen Parmeliaceae.   Inga underarter finns listade i Catalogue of Life.